# Церковь Рождества Христова (Юркино)
Церковь Рождества Христова — православный храм в деревне Юркино (Рождествено) городского округа Истра Московской области, один из древнейших сохранившихся памятников архитектуры Подмосковья.

## Древнейшая история церкви
Предположительно церковь построена в 1490—1504 годах при участии итальянского зодчего. Храм имеет уникальное терракотовое убранство. По воле заказчика, боярина Якова Семёновича Голохвастова, с западной стороны устроен притвор-усыпальница. В 1617 году храм был возобновлён владельцем села Юркино — воеводой Фёдором Бутурлиным («Вороном»).

## Перестройка церкви в XVIII—XIX веках
С 1760 года история церкви была связана с родом Оболенских. В 1761 году был отремонтирован каменный престол и получен новый антиминс. Позже устроен барочный иконостас взамен тяблового. В мае 1822 года князь П. Н. Оболенский подал прошение о пристройке к храму трапезной и новой колокольни с устройством в теплой трапезной двух приделов «во имя Николая Чудотворца и Петра Александрийского».
В 1882 году освящен придел Николая Чудотворца, а в 1825 году — придел, посвящённый священномученикам Клименту (папе римскому) и Петру Александрийскому.
В царствование императора Александра II церковь стала приходской.

## Судьба храма после 1917 года
После 1917 года в храме служили священник Димитрий Смирнов, диакон Николай Воздвиженский и псаломщик Иван Нечаев. В апреле 1922 года ценности храма были изъяты, а в конце 1930-х годов храм закрыли. В 1948 году разрушена трапезная. При этом был обнаружен древний терракотовый фриз итальянской работы.
В советское время была предпринята попытка реставрации и консервации церкви. Большой вклад в сохранение и изучение церкви внес историк и реставратор Вольфганг Кавельмахер.

## Современное состояние и реставрация
В 2014 году было объявлено о выделении Правительством Московской области 20 млн рублей на проведение реставрационно-восстановительных работ в церкви. С 2014 года велись восстановительные работы.
12 августа 2017 года состоялось освящение купольного креста.